# Wish 143
Wish 143 é um curta-metragem britânico de 2009 dirigido por Ian Barnes. Como reconhecimento, foi nomeado ao Oscar 2011 na categoria de Melhor Curta-metragem.